# シジュウカラ上科
シジュウカラ上科（シジュウカラじょうか、学名 Paroidea）は、鳥類スズメ目の上科である。

## 系統と分類
系統樹は Template:Marvnbより。
| シジュウカラ上科 | \| \| シジュウカラ科 Paridae \| \| \| \| \| \| ツリスガラ科 Remizidae \| \| \| \| |
|                  | \| \| シジュウカラ科 Paridae \| \| \| \| \| \| ツリスガラ科 Remizidae \| \| \| \| |
|                  | ウグイス上科 Sylvioidea                                                           |
|                  |                                                                                   |
|                  | センニョヒタキ科 Stenostiridae                                                    |
|                  |                                                                                   |
|                  | シジュウカラ科 Paridae                                                            |
|                  |                                                                                   |
|                  | ツリスガラ科 Remizidae                                                            |
|                  |                                                                                   |

|  | シジュウカラ科 Paridae |
|  |                        |
|  | ツリスガラ科 Remizidae |
|  |                        |

シジュウカラ上科+ウグイス上科+センニョヒタキ科はおそらく単系統をなすが、これらの間の系統関係ははっきりしない。
シジュウカラ上科は Sibley & Ahlquist (1990) が認めたスズメ小目の3上科にはなく、ウグイス上科に含められていた。ウグイス上科の基底では、まず現在のキバシリ上科が、次に現在のシジュウカラ上科が分岐したと考えられた。しかしこの系統は Alström et al. (2006) によりウグイス上科から除外された。
かつてはエナガ科 Aegithalidae（現在はウグイス上科とされる）がこの系統に近縁と考えられていた。Mayr & Amadon (1951) はツリスガラ科とエナガ科をシジュウカラ科に含め、シジュウカラ科をシジュウカラ亜科 Parinae・ツリスガラ亜科 Remizinae・エナガ亜科 Aegithalinae の3亜科に分けた。Sibley & Ahlquist (1990) も、ツリスガラ科をシジュウカラ科に含めシジュウカラ科をシジュウカラ亜科・ツリスガラ亜科に分けていた。

## 科と属
国際鳥類学会議 (IOC) より。
- シジュウカラ科 Paridae - 8属59種
  - Poecile コガラ属 - 15種; コガラなど
  - Periparus - 6種 ; ヒガラなど
  - Lophophanes - 2種; カンムリガラなど
  - Parus シジュウカラ属 - 26種; シジュウカラなど
  - Cyanistes - 3種; ルリガラなど
  - Baeolophus - 5種; エボシガラなど
  - Sylviparus キマユガラ属 - 1種
  - Melanochlora サルタンガラ属 - 1種
- ツリスガラ科 Remizidae - 4属12種
  - Remiz ツリスガラ属 - 4種; ツリスガラなど
  - Anthoscopus アフリカツリスガラ属 - 6種; アフリカツリスガラなど
  - Auriparus アメリカツリスガラ属 - 1種
  - Cephalopyrus ベニビタイガラ属 - 1種